# 新間一美
新間一美（しんま　かずよし、1949年10月14日-　）は、日本の国文学者、京都女子大学元教授、和漢比較文学会常任理事。

## 来歴
父は国文学者の新間進一。
千葉県船橋市生まれ。板橋区立中台小学校、文京区立第四中学校、都立小石川高等学校を経て、1969年京都大学文学部入学。この年は東大紛争によって東大入試が行われなかったため、京都大学を志望した。
学部より同大学院に進み、佐竹昭広や非常勤講師として出講していた小島憲之らに師事。大学院在学中の1977年に新間美緒と結婚し、1979年京都大学大学院文学研究科博士課程単位取得退学。
翌1980年、甲南大学文学部講師として赴任し、助教授（1984年）を経て、教授昇任（1993年）。2005年より京都女子大学文学部教授に転じ、2012年より退任まで文学部長をつとめた。2015年定年退任。
2003年「源氏物語と白居易の文学」で京都大学より博士（文学）の学位を取得。中古文学・和漢比較文学が専門。特に『源氏物語』における漢文学の影響を主要な研究テーマとし、和漢比較文学会の代表理事などをつとめた。

## 著書
- 『源氏物語と白居易の文学』和泉書院 2003
- 『平安朝文学と漢詩文』和泉書院 2003
- 『源氏物語の構想と漢詩文』和泉書院 2009